# Google Zümm
A Google Buzz (a magyar változatban: Google Zümm, a Buzz szó további jelentései kb. hír, zsongás vagy felhajtás) a Google által fejlesztett ismeretségi hálózati, mikroblogging és üzenetküldő eszköz, amit a cég webes levelezőrendszerébe, a Gmailbe integráltak. A felhasználók hivatkozásokat, fotókat, videókat és státuszüzeneteket oszthatnak meg egymással, kommentelhetik egymás üzeneteit és így beszélgetések alakulhatnak ki köztük, miközben a felhasználó postafiókján belül maradna. 2011. október 14-én jelentette be a Google, hogy a Google+-ra akar összpontosítani és meg fogja szüntetni a Buzz szolgáltatást. Végül 2011. december 15-én szűnt meg a lehetőség a Buzz-ra való posztolásra, a korábbi üzenetek a korábbi ígéretek szerint Google profiloldal külön fülén olvashatók maradnak, egyelőre ez nem él, de a Google profil URL-je után a /buzz -t illesztve megtalálhatók.
A Buzzban ismerősök egy csoportja vagy az egész világ számára publikus módon is meg lehetett osztani üzeneteket. A szolgáltatást össze lehetett kötni a Picasa, Flickr, Google Latitude, Google Reader, Google Sidewiki, YouTube, Blogger, FriendFeed, identi.ca és Twitter szolgáltatásokkal, valamint a Google Talk csetstátusszal is. A Buzz létrehozása egyes iparági elemzők szerint a Google próbálkozása volt a konkurens Facebook, illetve a mikroblog-szolgáltató Twitter elleni alternatíva állítására, utólagos elemzések alapján pedig a személyes profiltól az ismeretségi hálózatokig tartó fejlődés köztes eredménye, a Google+ előtti utolsó lépcsőfoka. A Buzz számos más Google-termékből (pl. Google olvasó) vett át felhasználóifelület-elemeket, köztük a hozzászólások „lájkolásának” lehetőségét.
A Google társtulajdonos-alapítója, Sergey Brin a Buzz indulásakor úgy jellemezte azt, mint ami betölti a munka és szabadidő közötti rést, a szolgáltatás azonban rögtön erős kritikákat kapott adatvédelmi hiányosságai miatt.

## Platform
A Google az indítás után negyedévvel, 2010 májusában adta ki a Buzzhoz készített API-kat, így szolgáltatásból platformmá léptetve elő azt, lehetővé téve, hogy külső fejlesztők által készített szoftverek Buzz feedeket írhassanak-olvashassanak. Több partner integrálta az új API-kat szolgáltatásába, köztük a Seesmic és a Socialwok (azóta mindkét szolgáltatás megszűnt vagy átalakult).

## Mobilverzió
A szolgáltatást támogatott mobiltelefonnal megnyitva, a Buzz hozzászólásokhoz hozzáteszi a felhasználó pillanatnyi térbeli helyzetét; a Google Koordinátáktól eltérően a Zümm nem teszi lehetővé tetszőleges helyzet kézi beírását.
A mobilos verziót a Google Térképpel is integrálták, így a felhasználók láthatják a körülöttük lévőket. A Google Mapsen keresztül kitett hozzászólások nyilvánosak, bárki által láthatók. A szöveges üzeneteken kívül a mobilfelhasználók fotókat is feltölthetnek. A használható mobilos platformok közé tartozik az Android 1.6+, az iOS, a Windows Mobile, az Openwave, és az S60.

## Történet
A Google Buzzt 2010. február 9-én jelentették be a cég Mountain View-i központjában tartott sajtótájékoztatón, majd még aznap délelőtt 11-kor (PST, UTC-8:00) megjelent az első felhasználók Gmail-postafiókjaiban. A következő néhány hétben az összes Gmail-felhasználónál megjelent a funkció. Hamarosan az androidos okostelefonokra és az Apple iPhone-jára optimalizált verzió is megjelent, míg az üzleti és iskolai felhasználók által használt Google Apps-nál csak terv maradt az integráció. A Buzz megjelenése után 56 órával már több mint 9 millió bejegyzés született benne – ez óránként mintegy 160 000 önálló poszt vagy komment.
A Google 2011. október 14-én jelentette be, hogy több más szolgáltatással együtt a Google Buzzt és a hozzá tartozó API-t is bezárják néhány héten belül, hogy a Google+-ra fókuszálhassanak. Bradley Horowitz, a Google termékfejlesztésért felelős alelnöke így írta le a következményeket: „bár nyilvánvalóan ezután nem lehet majd új bejegyzéseket létrehozni, a már létező bejegyzéseket meg lehet nézni a felhasználók Google-profilján, és le lehet tölteni a Google Takeout segítségével”. Kijelentette továbbá, hogy „sokat tanultunk a Buzzhoz hasonló termékekből, és a megtanult dolgokat mindennap fel is használjuk a Google+ és hasonló termékeink víziójában”.

## Adatvédelem
A szolgáltatás indulásakor a Google automatikusan kapcsolta be a Zümmöt a felhasználóknál, és gyenge alapértelmezett adatvédelmi beállításokat alkalmaztak; ez a felhasználók egyes adatainak súlyos kiszivárgásához és a sajtó azonnali súlyos kritikáihoz vezetett. Különösen széles körben kárhoztatták azt az adatvédelmi hiányosságot, hogy a Buzz végeredményben alapértelmezetten nyilvánossá tette, hogy a felhasználó mely ismerőseit éri el leggyakrabban levélben vagy cseten. Azok, akik nem kapcsolták ki ezt a funkciót (vagy fel sem merült bennük, hogy ki kellene) könnyen érzékeny adatokat szolgáltathattak ki magukról és ismerőseikről. Később úgy módosították a beállításokat, hogy a felhasználónak explicit be kell állítania, hogy milyen információkat kíván nyilvánosan közölni magáról.
Google profilok a Buzz előtt is léteztek, a felhasználó beállíthatta hogy nyilvánosak legyenek-e. A Buzz megjelenése után a Vezetéknév (Last name) mezőt nem lehetett többé üresen hagyni, és azok a profilok is indexelésre kerültek, amiknél korábban be volt állítva, hogy ne legyenek kereshetők.
Egy 2010-es The New York Times-cikk szerint „ismert a Google azon szokása, hogy megjelentet egy nem teljesen kész terméket, és idővel tökéletesíti azt”. A Google két alkalommal próbálta orvosolni az adatvédelmi aggályokat: először feltűnőbb helyre tették azt a beállítást, ahol az ismerőslisták nyilvános megosztását lehet kikapcsolni („A nyilvános Google-profilomban jelenjen meg az általam követett és az engem követő személyek listája”), később pedig az „auto-follow” (automatikus követés) funkciót „auto-suggest”-re (automatikus javaslat) változtatták. Így a felhasználók végre kontrollálhatták, milyen személyeket követnek és ezek közül kiket vállalnak fel nyilvánosan. Ezeket a változtatásokat a cég kritikusai elégtelennek tartották, szerintük a Google nem veszi a felhasználók adatvédelmi aggályait elég komolyan.
A Buzz gyermekbetegségei közé tartozott, hogy azok a felhasználók, akik soha nem készítettek Google profilt, nem tudták privátra állítani sem a névjegyeik listáját, sem a többi információt; ennek következménye volt többek között egy nagy port felkavaró ügy, amikor egy nő akkori munkahelyét és partnerének nevét a szolgáltatás megosztotta erőszakos exférjével.
Azt is aggályosnak tartották egyesek, hogy a Buzz mobilverziója bejegyzés írásakor alapértelmezetten csatolja hozzá a felhasználó fizikai helyét, ami adott esetben érzékeny adat lehet.

### Jogi esetek
2010. február 16-án Eva Hibnick, a Harvard Law School hallgatója jogi csoportos keresetet (class action lawsuit) nyújtott be a Google-lal szemben, azt állítva, hogy a Buzz szolgáltatás számos szövetségi szintű adatvédelmi törvényt megszeg. Ugyanezen a napon az Electronic Privacy Information Center (EPIC) panaszt nyújtott be a Szövetségi Kereskedelmi Bizottságnál, állítva hogy a Google Buzz „megsértette a felhasználói elvárásokat, kisebbítette a felhasználók magánélethez való jogát, áthágta a Google saját adatvédelmi irányelvét és talán több szövetségi szintű lehallgatási törvényt is megszegett”.
Szintén 2010. február 16-án az Electronic Frontier Foundation így nyilatkozott: „Ezek a problémák abból adódtak, hogy a Google a személyes adatokat újrahasznosítva próbálta leküzdeni piaci hátrányát a Twitterrel és a Facebookkal szemben. A Google felhasználta a népszerű szolgáltatásából (Gmail) nyert adatokat egy új szolgáltatásának (Buzz) bevezetésekor, és alapértelmezésben megosztja a felhasználók névjegyeit, hogy maximalizálja a szolgáltatás kihasználását. A folyamat során a Google felhasználóinak a magánélethez kapcsolódó jogait figyelmen kívül hagyták és végső soron meg is sértették.”
2010. február 17-én Kanada adatvédelmi biztosa, Jennifer Stoddart, közleményt adott ki a Buzzal kapcsolatban:

„Láttuk a magánélet állítólagos megsértésével kapcsolatos tiltakozásokat és felhördülést, és hivatalomnak szintén vannak kérdései arra vonatkozóan, hogy a Google Buzz megfelel-e a Kanadában érvényes adatvédelmi törvények kívánalmainak… Hivatalomnak megvannak arra is az erőforrásai, hogy segítsen a cégeknek az adatvédelmi előírásokat beépíteni termékeikbe és szolgáltatásaikba. Ha a cégek értekeznének velünk már a fejlesztés során, elkerülhetnék a mostanában látott problémákat. ”

2010. november 2-án a Google e-mailben értesítette a Gmail-felhasználókat a jogi csoportos kereset végeredményével kapcsolatban. Az egyezség keretei között a Google létrehoz egy 8,5 millió dolláros alapítványt az adatvédelmet oktató csoportok díjazására, amiből az ügyvédek 25%-ot követelnek „plusz a költségek és kiadások megtérítését”. Az egyezséget véglegesen 2011 júniusában hagyták jóvá.
2011. március 30-án a Szövetségi Kereskedelmi Bizottság is bejelentette, hogy megegyezett a Google-lel a Buzzal kapcsolatban. Az FTC alátámasztottnak látta az EPIC panaszát, hogy a Google megsértette saját adatvédelmi irányelveit azzal, hogy a Gmailben tárolt információkat más – ismeretségi hálózati – célokra használta fel a fogyasztók előzetes engedélye nélkül. Az FTC azt is kijelentette, hogy a Google hamisan állította, hogy az európai unióbeli személyes adatokat az Egyesült Államok Kereskedelmi Minisztériuma által kiadott „biztonságos kikötő” adatvédelmi elvek (Safe Harbor) szerint kezeli. Az FTC kijelentette továbbá, hogy „a javasolt egyezség eltiltja a céget a további adatvédelmi megtévesztéstől, megköveteli egy mindent átfogó adatvédelmi program megvalósítását, és a következő 20 év során rendszeres, független szervezet által végzett adatvédelmi auditokra hívja fel a céget.” A bejelentésre válaszként a Google egyetértett egy „Comprehensive Privacy Plan” elfogadásában, az EPIC pedig kampányt indított „Fix Google Privacy” (kb. javítsd meg a Google adatvédelmét) néven, melyben az internetezők elküldhetik javaslataikat a Google termékeinek, szolgáltatásainak adatvédelmének javítására.

## Fordítás
- Ez a szócikk részben vagy egészben a Google Buzz című angol Wikipédia-szócikk ezen változatának fordításán alapul.  Az eredeti cikk szerkesztőit annak laptörténete sorolja fel. Ez a jelzés csupán a megfogalmazás eredetét és a szerzői jogokat jelzi, nem szolgál a cikkben szereplő információk forrásmegjelöléseként.